# Панкратовка (Могилёвская область)
Панкра́товка (бел. Панкратаўка) — деревня в составе Добровского сельсовета Горецкого района Могилёвской области Республики Беларусь.

## Население
- 1999 год — 125 человек
- 2010 год — 69 человек